# 심미치과학
심미치과학(esthetic dentistry) 또는 미형치과학(cosmetic dentistry)은 구강 기능의 회복을 기초로 하여, 심미성의 재현 또는 개선하고자 하는 종합적인 치의학의 한 분야이다. 
복합 레진중심의 심미보존수복, 미백치료, 도재 금관 중심의 심미보철, 악교정 수술, 악안면 성형 수술, 교정, 심미 치주학, 보톡스 치료 등이 있다.